# Lättbensin
Lättbensin är en klar, färglös och lättflytande vätska bestående av kolväten. Vätskan är mycket brandfarlig. Andra namn är ligroin, gasolin och tvättbensin.
Lättbensin framställs i ett raffinaderi genom destillation av råolja. Redan 1850 användes lättbensin för att tvätta bort fläckar (tvättbensin). I samband med utvecklingen av förbränningsmotorer spelade lättbensin en viktig roll, så drevs Benz Patent-Motorwagen Nummer 1 från 1886 med lättbensin som kallades "lättflytande olja". Under första världskriget användes lättbensin som flygbränsle.
Sedan 1960- och 1970-talen fungerade lättbensin som råvara i gasverk för framställning av stadsgas i ett spaltgasverk.